# Hjörtur Hermannsson
Hjörtur Hermannsson est un footballeur international islandais né le 8 février 1995 à Reykjavik. Il évolue au poste de défenseur central au Volos FC.

## Biographie

### En club
Hjörtur réalise ses premiers pas en Úrvalsdeild dès 2011, à l'âge de seulement 16 ans. Il évolue alors au sein de l'un des nombreux clubs de Reykjavik, Fylkir.
Après neuf matchs la première saison (1 but), il en dispute trois l'année suivante, et éveille l'intérêt de quelques clubs anglais et néerlandais.
C'est le PSV Eindhoven qui parvient à le faire signer, et Hjörtur intègre la section jeune des Boeren pour la saison 2012/2013. Il est promu l'année suivante dans l'équipe réserve du club, le Jong PSV, qui évolue en Eerste divisie, la D2 néerlandaise. Il prend part à vingt-cinq matchs en 2013/2014, s'asseyant une fois sur le banc de l'équipe première sans toutefois entrer en jeu. Sa saison 2014/2015 repart sur les mêmes bases, puisqu'il joue en seconde division et est appelé occasionnellement en équipe A par Philip Cocu. Il joue un total de 59 matchs en Eerste divisie avec la réserve du PSV Eindhoven, et ceci sur trois saisons.
En janvier 2016, il est prêté pour six mois au club suédois de l'IFK Göteborg. 

### En sélection
Après de nombreuses sélections dans les catégories U17 et U19, Hjörtur Hermannsson rejoint les espoirs et participe aux qualifications à l'Euro Espoirs 2015. 
En dépit d'un parcours solide en poules, les jeunes insulaires échouent en barrages face aux espoirs danois après deux matchs nuls. Hermannsson est à ce moment-là capitaine de la sélection espoirs.
Il reçoit sa première sélection en équipe d'Islande le 31 janvier 2016, lors d'un match amical face aux États-Unis à Carson (défaite 3-2).  Hermannsson est par la suite sélectionné par l'entraîneur Lars Lagerback pour faire partie des 23 joueurs participant à l'Euro 2016. Lors du tournoi en France, il participe à la compétition avec son équipe nationale, l'aventure s'arrête en quart de finale lorsque l'Islande perd contre l'équipe de France (2-5) 

## Palmarès
- Coupe du Danemark : 2018